# Reinhold Hemker
Reinhold Hemker (* 8. Oktober 1944 in Burgsteinfurt) ist ein deutscher Politiker.

## Familie, Ausbildung und Beruf
Nach dem 1964 absolvierten Abitur studierte Hemker evangelische Theologie. Von 1969 bis 1971 bestand er jeweils die erste und zweite Staatsprüfung für das Lehramt an Realschule und Gymnasium für die Fächer Evangelische Religion, Geschichte, Pädagogik und Philosophie. Ab 1971 arbeitete er zunächst als Lehrer. Ab 1972 folgte aufgrund bestandener theologischer Examen eine Tätigkeit als Pfarrer in seinem Geburtsort Steinfurt sowie in Rheine. Anschließend arbeitete er bis 1982 nebenamtlich in Rheine als Religionslehrer. Von 1979 bis 1985 war er Dozent am Pädagogischen Institut in Schwerte.
Im Juni 2007 wurde er an der Universität Münster zum Dr. phil. promoviert (Das solidarische Lernen). Hemker ist verheiratet und hat zwei Söhne.

## Partei und öffentliche Ämter
Seit 1967 ist Hemker Mitglied der SPD. Von 1975 bis 1983 war er Kreistagsabgeordneter des Kreises Borken.
1985 wurde Hemker als Landtagsabgeordneter für die 10. Legislaturperiode des nordrhein-westfälischen Landtags gewählt. 1990 wiedergewählt, schied er während der 11. Legislaturperiode am 30. November 1994 aus dem Landtag aus, da er seit dem 10. November 1994 gewähltes Mitglied des Deutschen Bundestages war. Er wurde über ein Direktmandat des Wahlkreises 129 Steinfurt III in Nordrhein-Westfalen gewählt. 2009 schied er aus dem Bundestag aus. Bei der Anlegung des Kunstwerks Der Bevölkerung im Lichthof des Reichstages beteiligte sich Hemker mit Erde und Kohle aus seinem Wahlkreis. Unter anderem wurde diese am Nassen Dreieck, auf der Bergehalde am Dickenberg, Anthrazitkohle aus dem Bergwerk Ibbenbüren und an mehreren anderen Punkten eingesammelt.
Hemker engagiert sich vor allem im Bereich der Entwicklungspolitik und der Sportpolitik, wo er auch verschiedene ehrenamtliche Funktionen wahrnimmt. Unter anderem ist er Präsident der Deutsch-Simbabwischen Gesellschaft und Vorstandsmitglied des Kuratoriums Sport und Natur. 
Von November 2010 bis Februar 2011 war Hemker, der selbst aktiv Triathlon betrieb und auf mehrere Ironman-Teilnahmen zurückblicken kann, Präsident der Deutschen Triathlon Union. Seine Wahl war schon im Vorfeld hoch umstritten, nachdem Hemker seine Teilnahme z. B. am Ironman Hawaii aus der Fraktionskasse der SPD-Bundestagsfraktion finanziert hatte. Am 17. Februar 2011 erklärte er seinen Rücktritt.

## Ehrungen
- Bundesverdienstkreuz am Bande (12. Februar 1990)[6]